# Шпілевський Олексій Миколайович
Олексій Миколайович Шпілевський (біл. Аляксей Шпілеўскі) — білоруський футбольний тренер, який керує «Ерцгебірге Ауе».

## Життєпис

### Гравець
Олексій Шпілевський — син білоруського футбольного агента Миколи Шпілевського. Він грав півзахисником молодіжних команд «VfB Stuttgart» і представляв Білорусь на чемпіонаті Європи з футболу до 17 років УЄФА 2005 року. У 2006 році йому довелося завершити ігрову кар'єру через серйозну травму спини.

### Тренер
Після завершення кар'єри футболіста Шпілевський почав працювати тренером для молодих гравців у Німеччині. З 2013 по 2018 рік працював тренером у молодіжній системі РБ Лейпциг. У червні 2018 року Шпілевський приєднався до білоруського «Динамо-Брест» на посаді головного тренера, а в серпні покинув клуб після деяких непорозумінь з керівниками клубу. У листопаді 2018 року Шпілевський був представлений новим головним тренером ФК «Кайрат», що зробило його наймолодшим головним тренером у Казахстані.
7 червня 2021 року Шпілевський покинув «Кайрат», щоб стати новим головним тренером ФК «Ерцгебірге Ауе».

## Титули і досягнення

### Тренер
- Чемпіон Казахстану (1):

«Кайрат»: 2020
- Чемпіон Кіпру (1):

«Аріс»: 2022-23
- Володар Суперкубка Кіпру (1):

«Аріс»: 2023